# Triangel

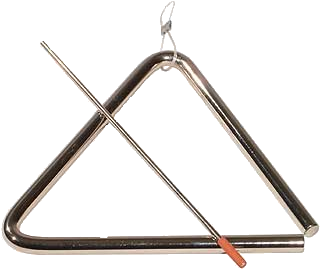
Triangel mit geraden Enden

Der Triangel (bundesdeutsches Hochdeutsch, [ˈtriːaŋl̩], Betonung auf der ersten Silbe, auch „das“ oder „die Triangel“) bzw. „das Triangel“ (österreichisches Hochdeutsch, [triˈaŋl̩], Betonung auf der zweiten Silbe; von lateinisch triangulum, „Dreieck“; englisch triangle, italienisch triangolo) ist ein Aufschlagidiophon, bestehend aus einem runden Stahlstab, der in der Form eines gleichseitigen und an einer Ecke offenen Dreiecks gebogen ist und häufig mit einer Aufhängevorrichtung versehen ist.
Der Triangel hat als hoher Diskant der Schlaginstrumente die Aufgabe, dem Orchesterklang höchste Glanzlichter aufzusetzen. Obwohl auf ihm komplexe rhythmische Figuren spielbar sind, wird er wegen seines durchdringenden Klangs meistens nur spärlich zur Akzentuierung eingesetzt.

## Bauform

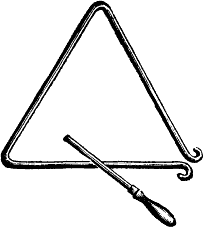
Triangel mit nach außen umgebogenen Enden

Der Triangel zählt als unmittelbar angeschlagenes Idiophon (Selbstklinger) zu den Aufschlagidiophonen. Er besteht aus einem runden Stahlstab, der zu einem an einer Ecke offenen  gleichseitigen Dreiecks gebogen ist. Andere Dreiecksformen werden heutzutage nicht mehr gebaut. Bei den drei Schenkeln des Triangels unterscheidet man zwischen dem unteren (waagerechten) Schenkel und dem rechten oder linken Seitenschenkel. Ebenso werden die Ecken mit oberem Winkel und offenem Winkel näher bezeichnet.
Das Instrument wird im oberen Winkel mit einer dünnen Schlaufe aufgehängt. Diese hält der Spieler entweder frei in der Hand (Spiel aus der Hand, mit einem Schlägel) oder er hängt sie an einen Triangelständer (Spiel auf dem Ständer, mit zwei Schlägeln). Der Triangel kann auch ohne Schlaufe in der Hand gehalten gespielt werden.
Er wird mit einem Triangelschlägel (Stahlstab) angeschlagen, wobei die Anschlagstelle wichtig für die Klangqualität ist. Forte-Schläge werden auf dem unteren, waagerechten Schenkel ausgeführt, Piano-Schläge dagegen am rechten Schenkel im oberen Drittel. Wirbel führt man im inneren, oberen Winkel durch abwechselndes Anschlagen der beiden Seitenschenkel aus.
Der Triangel ist in verschiedenen Größen erhältlich. Seine Größe hängt von den verschiedenen Anwendungsbereichen ab. Große Modelle werden vorzugsweise in Sinfonieorchestern verwendet, kleinere in der Früherziehung, in Spielkreisen oder im Orff-Schulwerk. Die professionellen Konzert- oder Orchestertriangel haben eine Schenkellänge von 14 bis 30 cm, die kleineren etwa 10 bis 24 cm. Der Durchmesser der Stahlstäbe beträgt je nach Größe zwischen 7 und 16 mm. Die Gestaltung der Stabenden im offen Winkel geschieht heute auf zweierlei Art, entweder sind sie stumpf oder spitz zulaufend. Bei älteren Modellen oder Sonderanfertigungen sind die spitz zulaufenden Enden etwas nach außen umgebogen. Der Durchmesser der 15 bis 25 cm langen Triangelschlägel variiert von etwa 2 bis 9 mm.

## Herkunft
Der Triangel wird in einem Manuskript aus dem 10. Jahrhundert erwähnt. Im Gegensatz zum heutigen Orchesterinstrument war der dreieckige, trapez- oder steigbügelförmige Triangel geschlossen und hatte zusätzlich auf dem unteren Schenkel oft drei oder mehrere Klirrringe. Von der Steigbügelform sind die frühneuhochdeutsche Bezeichnung Stegereif und italienisch staffa abgeleitet. Mittelalterliche Triangeln besaßen Eisenringe am unteren Schenkel. Ende des 14. Jahrhunderts zeigt eine Handschrift eine Triangel ohne Ringe. Häufig wurde der Triangel als Instrument musizierender Engel und anderer biblischer Gestalten dargestellt:
- Musikengel mit Triangel, Altardecke der Kirche St. Maria zur Wiese (Wiesenkirche) in Soest, um 1390. Geschlossenes, trapezförmiges Instrument mit drei Klirrringen und Schlägel.
- Musikengel mit Triangel, Deckenmalerei der Stadtkirche St. Marien in Herzberg/ Elster, um 1430. Geschlossene, dreieckige Form mit drei Klirrringen und Schlägel.
- Musikengel mit Triangel, „Maria im Kranze musizierender Engel“ Kölner Meister um 1440, Alte Pinakothek, München. Geschlossene, dreieckige Form mit drei Klirrringen und Schlägel.
- Musikengel mit Triangel, „Engelskonzert“, Netzfeld des Gewölbes über dem Kreuzgang im Kloster Himmelkron, um 1473. Geschlossenes, steigbügelförmiges Instrument, mit Schlägel.
- Tod mit Triangel, „Heidelberger Totentanz“, Blatt 7, „Der doit/ Der Cappelan“, um 1485. Geschlossene, dreieckige Form mit drei Klirrringen, spitzeckig, ohne Schlägel und Halter.

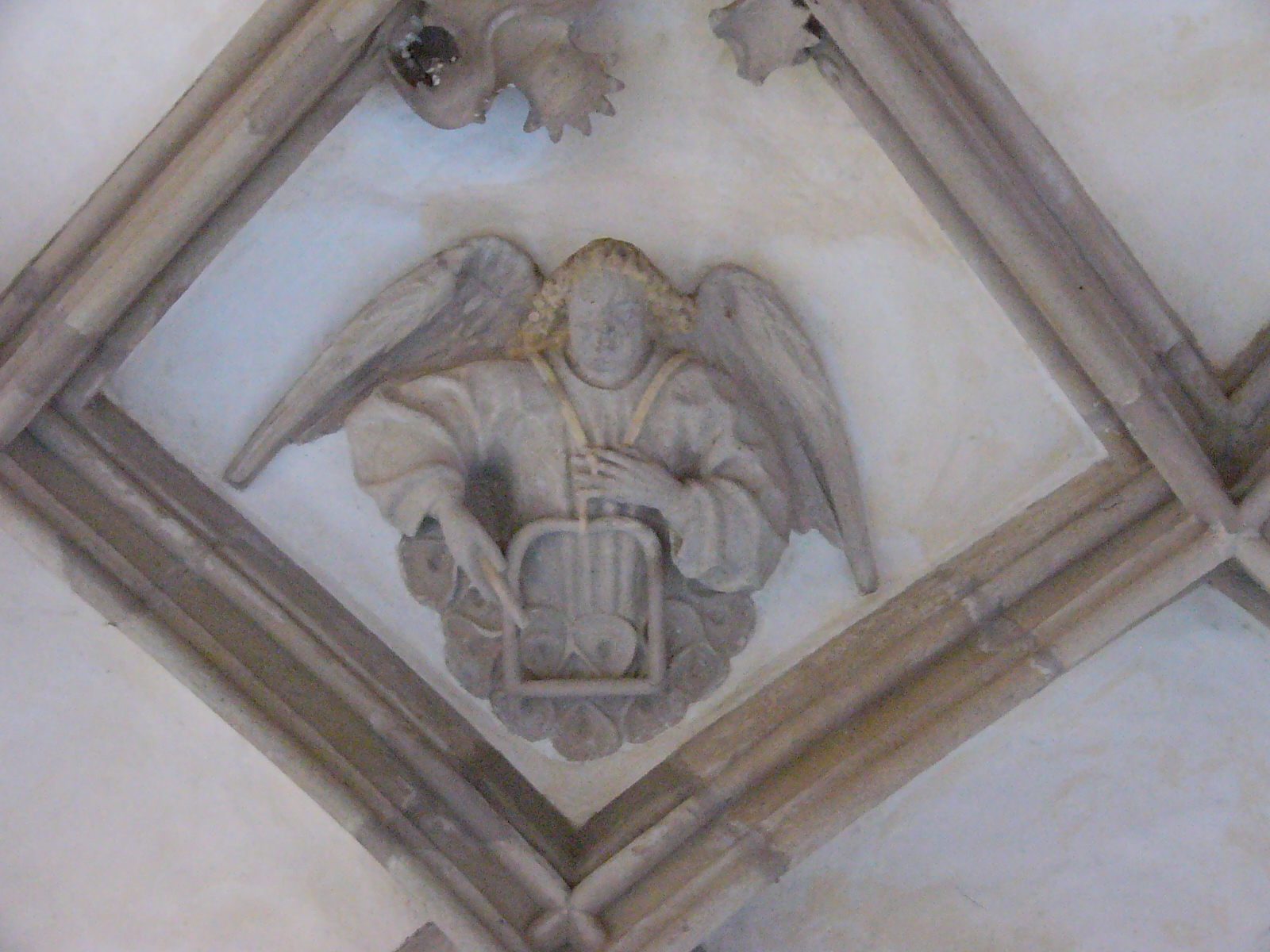
Engelsdarstellung mit Triangel im Kloster Himmelkron

Michael Praetorius bildet in seinem Syntagma musicum (Band 2: Organographia) von 1619 einen Triangel ab, der am unteren Schenkel mit Ringen versehen ist und einen eher klirrenden Klang gehabt haben muss. Er stellt zwei Triangelmodelle vor: Den ersten Typ mit der Dreieckform nennt er Crepitaculum, ein Triangel. und ordnet ihn („Erster Theil“) in seiner Klassifikation vorerst den Instrumenten zu, „welche percussa, klopffende Instrument genennet werden...“. Etwas weiter („Ander Theil“) stellt er freilich den Triangel wieder außerhalb seiner Systematik und reiht ihn in die von Sebastian Virdung übernommene Aufzählung der „dörlicher Instrumenta“ ein. Im Theatrum Instrumentum 1620 auf Tafel XXII, Nr. 5, ist der gleichseitige, offene Triangel mit einem dazugehörigen Schlägel abgebildet. Die spitz zulaufenden Stabenden sind hakenförmig nach außen umgebogen und können so das Herausfallen der fünf Klirrringe verhindern. Diese sind auf dem unteren Schenkel aufgereiht. Ein sechster Ring fungiert im oberen Winkel als Öse zum Aufnehmen der Lederschlaufe, die zum Festhalten des Triangels dient. Den zweiten Triangeltyp, mit der Steigbügelform, nennt er „Crotalum, vulgò ein Triangel“. Dieser erscheint mit anderen Instrumenten auf der letzten Tafel, XLI, Nr. 15. Auch hier ist der Triangel mit einem Schlägel dargestellt. Dieser ist dick und hat am Griffende einem kugelförmigen Knauf. Das Klanggerät hat die Form eines Steigbügels: unten zwei Ecken und oben einen Rundbogen. Es ist mit 18 Klirrringen ungewöhnlich stark bestückt.

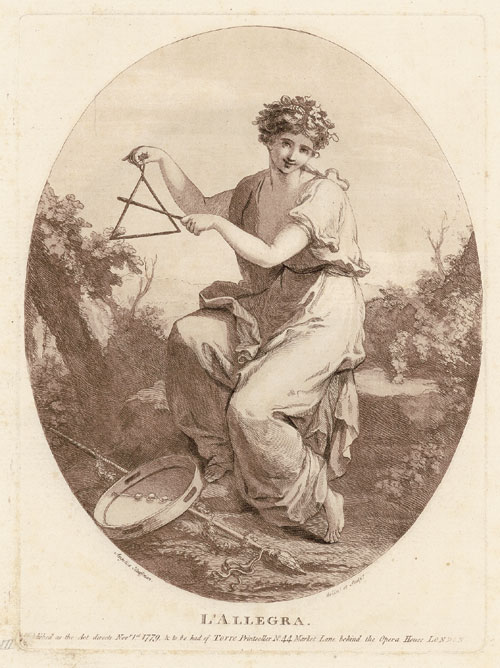
Angelika Kauffmann: L’Allegra, 1779

Marin Mersenne brachte 1636 seine Harmonie universelle heraus, 17 Jahre nach dem Erscheinen des Syntagma musicum von Michael Praetorius. Im Traité des instrumens (7. Buch: Von den Percussionsinstrumenten) beschreibt er ausführlich den Triangel (les Cymbales) und bildet ihn auch ab; er gibt Auskunft über das Material, über die Form, über den Klang und über den Gebrauch des Instrumentes. In seiner Klassifikation der Musikinstrumente ordnet er den Triangel der 3. Gruppe (le troisieme genre) zu, das sind die Schlaginstrumente (la percussion ou la batterment). Der hier beschriebene Triangel ist gleichseitig und geschlossen und mit fünf Klirrringen bestückt. Seine Ecken sind nicht, wie man erwarten könnte, gerundet, sondern spitz. Man kann das Instrument aus Silber, Messing oder anderen Metallen herstellen, gewöhnlich wird es aber aus Stahl gemacht, wie auch der Schlägel. Zum Aufhängen des Triangels dienen an der oberen Ecke zwei ineinander verschlungene Ringe, wovon einer am Triangel befestigt ist. Man hält ihn in der linken Hand am oberen Ring, er kann sich so frei bewegen und somit besser klingen. In der rechten hält man den dazugehörigen Triangelschlägel, der zum Fassen eine Öse hat und sich zum Ende hin ein wenig verjüngt. Auf dem unteren Schenkel sind vier Klirrringe aufgereiht, auf dem rechten Schenkel einer. Der Klang ist schrill, fröhlich und strahlend, Mersenne vergleicht ihn mit dem Klang von Schellen und Glöckchen. Er nennt den Triangel cymbale und bemerkt auch, dass er von Bettlern zur Begleitung der Drehleier benutzt werde. Außerdem werden teilweise sogar die Ringe allein angeschlagen.

## Verwendung

### Musik
Mit der Aufnahme der Janitscharenmusik in die europäische Militärmusik von 1720 an wurde der Triangel Teil der Rhythmusinstrumente der türkischen Musik, neben Großer Trommel (davul), Becken (zil) und Schellenbaum (cagana). Er wurde der Janitscharenmusik zugerechnet, obwohl das Instrument in der türkischen Militärmusik nicht vorkommt.
In die Kunstmusik gelangte der Triangel durch das Genre der Türkenoper. Hier wurde er erstmals im Opernorchester 1779 in Christoph Willibald Glucks Iphigénie en Tauride und 1782 in Wolfgang Amadeus Mozarts Entführung aus dem Serail eingesetzt, um ein exotisches Kolorit zu schaffen. In der Wiener Klassik fand der Triangel zusammen mit der Großen Trommel und den Becken Eingang ins Symphonieorchester mit Joseph Haydns  Symphonie Nr. 100 in G-Dur (Militärsinfonie, 1794) und Ludwig van Beethovens Sinfonie Nr. 9 in d-moll, op. 125 von 1824.
Ein berühmter Solopart findet sich im dritten Satz von Franz Liszts Klavierkonzert Nr. 1 in Es-Dur. Johannes Brahms verwendet den Triangel im 3. Satz seiner 4. Sinfonie sowie zum Abschluss seiner Haydn-Variationen.

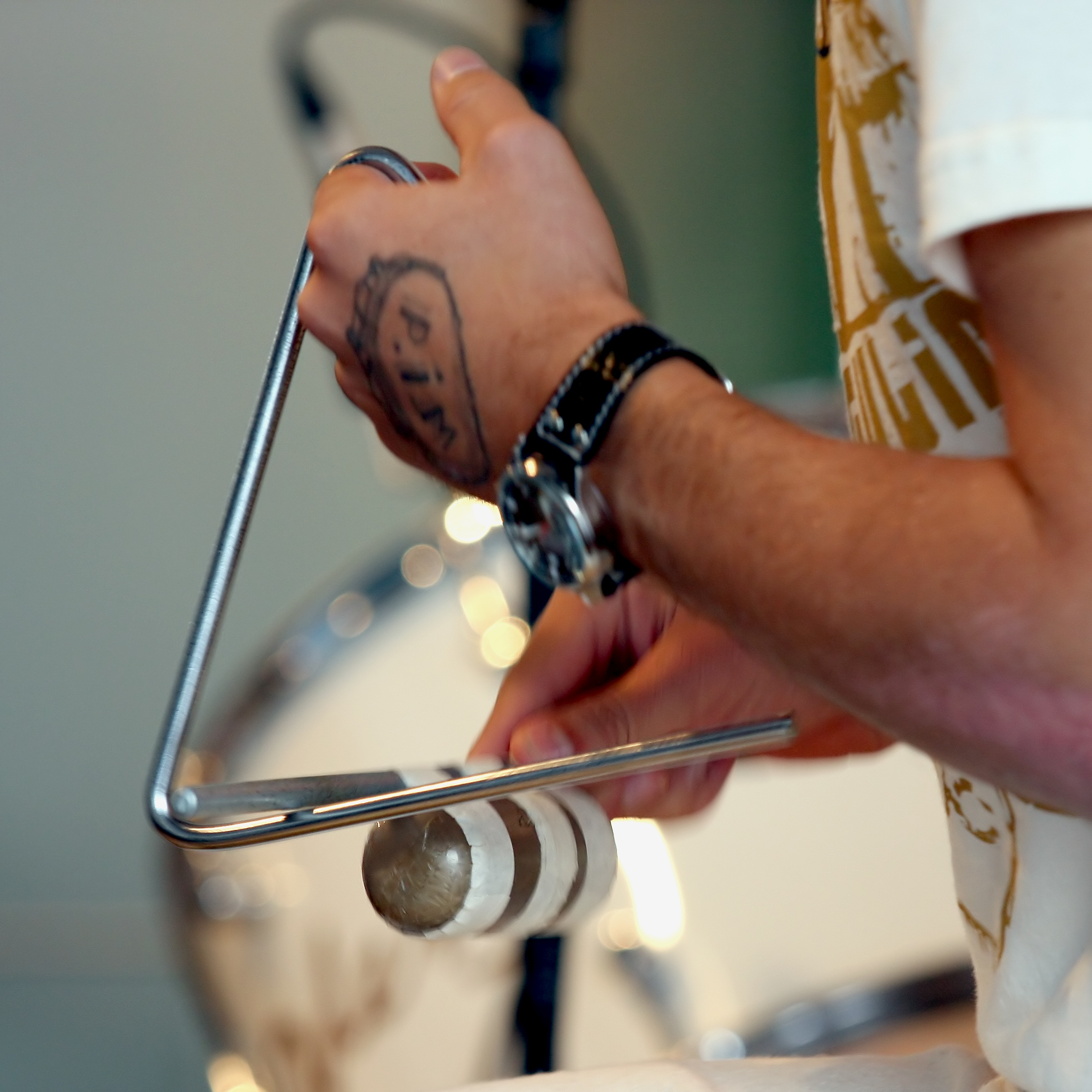
Triangel-Spieler des Forró

In der koptischen Liturgie wird der Triangel zusammen mit Zimbeln zur Begleitung bestimmter Hymnen benutzt. 
Der Triangel gehört auch zu den hauptsächlichen Musikinstrumenten im brasilianischen Tanzmusikstil Forró. Im Sega, dem führenden Musikstil der Insel Mauritius, gibt die Rahmentrommel Ravanne den Rhythmus vor, der von der Rassel Maravanne unterteilt wird, während der Triangel die unbetonten Zählzeiten schlägt.

### Pädagogik
Der Triangel zählt auch zu den Orff-Instrumenten. Neben Hängebecken, Handzimbeln, Fingerzimbeln, Crotales usw. gehört er zur Grundausstattung des Orff-Schulwerks. Für vielfältige musikpädagogische Ideen sind hier verschiedene Triangelgrößen vertreten. Sie sind ihren Aufgaben entsprechend etwas kleiner als die schwereren Konzert-Triangeln. Im Sortiment der Instrumentenbauer findet man denn auch Triangeln mit Schenkellängen zwischen 10 und 25 cm. Die Materialdicke variiert zwischen 7 und 12 mm. Hergestellt werden sie aus Silberstahl. An ihren Enden sind die Stahlstäbe stumpf, das heißt, die sonst spitzauslaufenden Stabenden sind bei Schul-Triangeln gerade. Eine nützliche Erleichterung zur Handhabung ist die feste Anbindung der Schlaufe durch eine kleine Bohrung von etwa 3 mm im oberen Winkel des Triangels. Als gängige Anschlagmittel sind Triangelschlägel mit Gummigriffen üblich.

## Zum grammatischen Geschlecht
Das Substantiv Triangel in der Bedeutung „Musikinstrument“ verbindet sich heute mit allen drei Genera. Es ist eines der wenigen Substantive der deutschen Sprache, die hochsprachlich alle drei Geschlechter bei sich haben können, wie auch „Joghurt“ oder „Mündel“. 
Vor allem in Wörterbüchern, Fremdwörterbüchern und Lexika wird für „Triangel“ das Maskulinum (wie schon zur Goethezeit im „Zedler“) heute weiterhin gebraucht; so wird etwa von Karger argumentiert: „Da Italienisch die internationale Musiksprache ist, in der fast alle musikalischen Begriffe allgemeinverständlich gemacht werden, schlage ich vor, im Deutschen ebenfalls die männliche Form zu benutzen, analog der in der italienischen Sprache benutzten Form: il triangolo.“ Auch im Französischen heißt es „le triangle“.
Das Femininum ist das grammatische Geschlecht (Genus) der mündlichen Sprache. Vornehmlich im Fachjargon der Schlagzeuger ist es gang und gäbe. Sein Gebrauch ist uns vermutlich in Analogie zu Musikinstrumentennamen mit gleichem Suffix -el, wie: die Zimbel, die Trommel, die Klingel, die Rassel, die Fiedel und dem Wortbestandteil -angel (Angel, Fischfang) überkommen.
Das Deutsche Wörterbuch vermerkt dazu: „Neuerdings neigt das Wort in der Bedeutung als Musikinstrument zum Femininum und oft mündlich.“ Aber auch der Duden hat in seinen Auflagen von 1915 bis 1925 neben dem Maskulinum auch das weibliche Geschlecht mit der Angabe „volkstümlich“ angeführt. In neuerer Zeit lässt sich im Schrifttum der Gebrauch des Femininums vermehrt feststellen.
Das Neutrum ist in Österreich üblich. Man trifft es ebenfalls in der Fachliteratur und Musiklexika an. Einen frühen Beleg findet man im Handlexikon der Musik von 1882. Zur Verbreitung des sächlichen Geschlechts hat wohl maßgebend der deutsche Musikforscher Curt Sachs mit seinem Handbuch der Musikinstrumentenkunde (1929) beigetragen. Er stellt fest: „Als Derivat von lat. triangulum ‚Dreieck‘ hat der Name Anspruch auf den Artikel ‚das‘.“
In seiner 24. Auflage 2006 hat der Duden alle drei Genera aufgenommen.